# Miwako Kakei
Miwako Kakei (筧 美和子, Kakei Miwako), née le 6 mars 1994 à Tokyo, est une mannequin tarento et actrice japonaise. Kakei est représenté par Platinum Production. Elle est une mannequin exclusif pour JJ.